# Radicaal 101
Radicaal 101 is een van de 23 van de 214 Kangxi-radicalen dat bestaat uit vijf strepen.
In het Kangxi-woordenboek zijn er 10 karakters die dit radicaal gebruiken.

## Karakters met het radicaal 101
| Strepen | Karakter |
| ------- | -------- |
| + 0     | 用 甩    |
| + 1     | 甪       |
| + 2     | 甫 甬    |
| + 4     | 甭 甮    |
| + 7     | 甯       |

Orakelbotkarakter
Bronskarakter
Groot zegelkarakter